# Friedrich von Gerlach
Friedrich Wilhelm Leopold von Gerlach (* 27. Juni 1828; † 24. November 1891) war ein preußischer Verwaltungsjurist und Landrat im Kreis Oschersleben (1864–1884). Er besaß ein Viertel des Rittergutes Rohrbeck und war auch Mitglied im Provinziallandtag der Provinz Sachsen.

## Herkunft
Er entstammt der jüngeren Linie Rohrbeck der Familie Gerlach. Sein Onkel war der General Leopold von Gerlach. Sein Großvater Carl Friedrich Leopold von Gerlach war Oberbürgermeister von Berlin. Seine Eltern waren Gustav Wilhelm von Gerlach (* 10. Mai 1789; † 20. August 1834) und dessen Ehefrau Ida, geborene von Chambaud-Charrier (* 12. Januar 1800; † 10. April 1830).

## Familie
Gerlach heiratete am 1. Oktober 1858 Marie von Rohr (* 28. Dezember 1837; † 24. November 1891) aus dem Hause Hohenwulsch. Das Paar hatte mehrere Kinder:
- Martin (* 18. Dezember 1860), Pfarrer ⚭ 1894 Klara von Treskow (* 12. Oktober 1872; † 2. September 1902)
- Adolfine Ida Angelika (* 1. Juni 1862) ⚭ 1887 Horst von Rosenberg-Gruszczynski (* 12. Juli 1855; † 3. November 1923)
- Servaz (* 1. März 1868) ⚭ Elisbeth Freiin von Maltzahn (* 24. Januar 1874), Tochter von Helmuth von Maltzahn
- Katharina (* 5. Februar 1872)
- Klaus (auch: Nikolaus) (1875–1955), preußischer Landrat